# Stennarv
Stennarv (Sagina saginoides) är en nejlikväxtart som först beskrevs av Carl von Linné, och fick sitt nu gällande namn av Karst. Enligt Catalogue of Life ingår Stennarv i släktet smalnarvar och familjen nejlikväxter, men enligt Dyntaxa är tillhörigheten istället släktet smalnarvar och familjen nejlikväxter. Arten är reproducerande i Sverige.

## Underarter
Arten delas in i följande underarter:
- S. s. nevadensis
- S. s. parviflora
- S. s. pyrenaica
- S. s. saginoides